# Casa Quemada, Chihuahua
Casa Quemada är en ort i Mexiko.   Den ligger i kommunen Guadalupe y Calvo och delstaten Chihuahua, i den nordvästra delen av landet, 1 100 km nordväst om huvudstaden Mexico City. Casa Quemada ligger 2 489 meter över havet och antalet invånare är 142.
Terrängen runt Casa Quemada är kuperad österut, men västerut är den bergig. Terrängen runt Casa Quemada sluttar västerut. Runt Casa Quemada är det mycket glesbefolkat, med 6 invånare per kvadratkilometer. Närmaste större samhälle är Guadalupe y Calvo, 9,5 km nordost om Casa Quemada. I omgivningarna runt Casa Quemada växer huvudsakligen savannskog.